# Landkreis Osnabrück
Der Landkreis Osnabrück ist eine Gebietskörperschaft mit 354.821 Einwohnern (31. Dezember 2024) im Südwesten des Landes Niedersachsen in Deutschland. Er gehört zur Metropolregion Nordwest.
Mit 2.121,79 Quadratkilometern ist er nach dem benachbarten Landkreis Emsland und der Region Hannover der drittgrößte Kommunalverband in Niedersachsen. Er besteht aus 34 Gemeinden, unter ihnen acht Städte. Es bestehen 17 Einheitsgemeinden und vier Samtgemeinden mit 17 Mitgliedsgemeinden (1961 waren es 261 Gemeinden). Die Größe der Gemeinden liegt zwischen unter 7.000 und mehr als 45.000 Einwohnern. Der Landkreis bildet den Hauptteil des Osnabrücker Landes.
Die nicht zum Kreisgebiet gehörende kreisfreie Stadt Osnabrück liegt am Südwestrand des Landkreises. Sie ist der Sitz der Kreisverwaltung.

## Geografie

### Lage
Die nördlichen zwei Drittel des Kreisgebiets gehören zur Norddeutschen Tiefebene mit einer Höhenlage unter 50 m ü. NHN. Die Höhenzüge von Teutoburger Wald und Wiehengebirge verlaufen von West nach Ost durch das südliche Drittel des Kreises. Im Teutoburger Wald bei Georgsmarienhütte befindet sich mit dem Dörenberg (331,2 m ü. NHN) der höchste Punkt des Landkreises.
Das Gebiet wird von Süd nach Nord von der Hase durchflossen, im Osten verläuft die Hunte. Beide Flüsse haben ihre Quelle im Landkreis Osnabrück.
Der Landkreis bildet gemeinsam mit der kreisfreien Stadt Osnabrück die Region Osnabrücker Land. Diese unterteilt sich neben anderen in die Unterregionen Artland, Grönegau und Wittlager Land.
Das Tecklenburger Land im Westen ist landschaftlich die Fortsetzung des Osnabrücker Landes im benachbarten Land Nordrhein-Westfalen. Oftmals wird es dem Münsterland zugeschrieben, obwohl es dem Osnabrücker Land geschichtlich, landschaftlich und wirtschaftlich näher steht.

### Nachbarkreise
Der Nordkreis grenzt im Uhrzeigersinn im Nordwesten beginnend an die Landkreise Emsland, Cloppenburg, Vechta und Diepholz (alle in Niedersachsen), an letzteren nur über einige Kilometer, sowie an die Kreise Minden-Lübbecke, Herford, Gütersloh, Warendorf und Steinfurt (alle in Nordrhein-Westfalen) (Südkreis).

### Wetterstationen
Im Landkreis Osnabrück befinden sich Wetterstationen in:
- Alfhausen, 65 m ü. NN, Station des Deutschen Wetterdienstes (DWD) im Ortsteil Thiene
- Belm, 103 m ü. NN, Station des DWD, Ersatz für die Wetterstation des DWD am Osnabrücker Ziegenbrink

### Naturschutzgebiete
Im Landkreis Osnabrück gibt es 31 Naturschutzgebiete. Das größte (Suddenmoor/Anten) hat eine Fläche von 635 ha, das kleinste (Swatte Poele) eine Fläche von 4,3 ha.
Siehe auch:
- Liste der Naturschutzgebiete im Landkreis Osnabrück
- Liste der Landschaftsschutzgebiete im Landkreis Osnabrück
- Liste der Naturdenkmale im Landkreis Osnabrück
- Liste der geschützten Landschaftsbestandteile im Landkreis Osnabrück
- Liste der Geotope im Landkreis Osnabrück

## Geschichte

### Vorgeschichte
Der heutige Landkreis Osnabrück umfasst zusammen mit der kreisfreien Stadt Osnabrück in etwa das Gebiet des ehemaligen Hochstifts Osnabrück, das bis 1802 reichsunmittelbares Hochstift war. 1803 wurde das Gebiet durch den Reichsdeputationshauptschluss des Wiener Kongresses dem Königreich Hannover zugeordnet. Von 1807 bis 1813 war es unter französischer Herrschaft, um dann wieder bis 1866 zum Königreich Hannover zu gehören. In diesem Jahr annektierte Preußen infolge des Deutschen Krieges das Königreich Hannover, so dass auch das ehemalige Hochstift Osnabrück zu Preußen kam und Teil der Provinz Hannover wurde.

### 1885 bis 1932
Der ursprüngliche Landkreis Osnabrück wurde 1885 in der preußischen Provinz Hannover aus dem alten Amt Osnabrück gebildet und dem Regierungsbezirk Osnabrück zugeordnet. Die Gemeinde Schinkel schied am 1. April 1914 aus dem Landkreis aus und wurde in die Stadt Osnabrück eingemeindet.

### 1932 bis 1972
Bei der preußischen Kreisreform von 1932 wurde der Kreis Iburg in den Landkreis Osnabrück eingegliedert, dessen Fläche sich dadurch nahezu verdoppelte. Am 1. April 1940 schied die Gemeinde Haste aus dem Landkreis aus und wurde in die Stadt Osnabrück eingemeindet. Seit dem 1. November 1946 ist die Region Osnabrück Teil des neu gegründeten Bundeslandes Niedersachsen.
Die ersten Gemeindefusionen im Rahmen der Gebietsreform in Niedersachsen fanden im Landkreis Osnabrück im Jahre 1968 statt. Am 1. Januar 1970 wurde Sutthausen, das bis dahin zur Gemeinde Holzhausen gehört hatte, nach Osnabrück eingemeindet.

### 1972 bis heute
Eine vollständige Neuordnung der Kreis- und Gemeindegrenzen brachte das Gesetz zur Neugliederung der Gemeinden im Raum Osnabrück am 1. Juli 1972. Die Landkreise Bersenbrück, Melle und Wittlage wurden mit dem größten Teil des damaligen Landkreises Osnabrück zu einem neuen Landkreis Osnabrück zusammengeschlossen. Die Gemeinden Atter, Darum, Gretesch, Hellern, Lüstringen, Nahne, Pye und Voxtrup wurden der kreisfreien Stadt Osnabrück zugeschlagen.
Die Gebietsreform von 1972 führte neben der Veränderung von Grenzen auch dazu, dass sich die Anzahl der Kommunen durch eine Zusammenlegung zu größeren Einheiten erheblich verringerte. So gab es im Jahr 1961 in den vier alten Landkreisen noch insgesamt 261 Gemeinden, darunter 95 im Altkreis Bersenbrück, 56 im Altkreis Melle, 31 im Altkreis Wittlage und 79 im Altkreis Osnabrück. Acht von diesen wurden in die Stadt Osnabrück eingemeindet. Die übrigen wurden zu den heute bestehenden 34 Einheitsgemeinden zusammengefasst. Dabei schlossen sich im Nordkreis 17 der Einheitsgemeinden zu den vier Samtgemeinden Artland, Bersenbrück, Fürstenau und Neuenkirchen zusammen. Die Gemeinden des Altkreises Melle schlossen sich zur Stadt Melle zusammen und im Altkreis Wittlage entstanden die heutigen Gemeinden Bad Essen, Bohmte und Ostercappeln.
Am 1. März 1974 wurde mit Vörden, Hörsten und Hinnenkamp drei Gemeinden des Altkreises Bersenbrück aus dem Landkreis Osnabrück in den Landkreis Vechta umgegliedert, wo sie Teil der heutigen Gemeinde Neuenkirchen-Vörden wurden.

### Kontroverse um Gewässerrandstreifen im Jahr 2019
Nachdem im Frühjahr 2019 der Kreistag in einem FFH-Gebiet in Melle einen 1-Meter-Gewässerrandstreifen beschlossen hatte, kam Kritik vom Bundesumweltministerium, welches die 1-Meter-Regel für zu gering erachtete. In diesem Bereich darf nicht mehr gedüngt und Pflanzenschutzmittel aufgebracht werden, um die Lebewesen im Gewässerbereich nicht zu schädigen. Nach dem Wasserhaushaltsgesetz betragen Gewässerrandstreifen generell 5 Meter, jedoch kann die örtliche Behörde dieses bis auf 1 Meter reduzieren oder ganz aufheben.
Da der Landkreis für das FFH-Gebiet „Bäche im Artland“ im Jahresverlauf auch einen Gewässerrandstreifen festlegen musste, entzündete sich hieran Kritik. Auch für das FFH-Gebiet „Bäche im Artland“ hatte die Kreisverwaltung einen Schutzstreifen von einem Meter vorgesehen, obwohl in den entsprechenden Gewässern schutzwürdige Arten wie die Groppe leben. Da die Landratswahl bevorstand, wurde intensiv mit den Kandidaten über die verschiedenen Varianten diskutiert.
Nach kontroverser Diskussion brachten betroffene Landwirte den Vorschlag eines 3-Meter-Randstreifens gegen Zahlung einer entsprechenden Entschädigung für den entgangenen Bewirtschaftungsausfall ins Spiel.
Im Juni überraschte der Landrat Michael Lübbersmann kurz vor der Landratsstichwahl mit einer Aussage, dass bis zu 121.000 Euro pro Jahr als Entschädigung für die Landwirte bereitstehen würden, welche von einem breiteren Gewässerrandstreifen betroffen sind.
Nach der Wahl wurde jedoch von der Kreisverwaltung wieder der 1-Meter-Randstreifen favorisiert, dem auch die CDU zustimmte.
Matthias Liess vom Helmholtz-Zentrum für Umweltforschung in Leipzig kritisierte den 1-Meter-Abstand als viel zu gering. Er verwies auf die Stadt Osnabrück, wo ein 5-Meter-Streifen favorisiert wird.
Herbert Zucchi von der Hochschule Osnabrück trat daraufhin aus dem Beisitzrat der Naturschutzstiftung des Landkreises Osnabrück zurück. Er war im November 2017 als Vertreter der Hochschule Osnabrück in den Beirat der Naturschutzstiftung gewählt worden.
Am 30. September wurde der Antrag Schutzgebiet „Bäche im Artland“ mit den Stimmen der CDU, FDP und der AfD durch den Kreistag gebracht. Die Fraktionen der SPD, Grünen und der Wählergemeinschaften stimmten gegen den Antrag. Für die im FFH-Gebiet befindlichen Bäche war nun der 1-Meter-Gewässerabstand gültig.

### Einwohnerentwicklung
| Jahr | Einwohner | Quelle |
| ---- | --------- | ------ |
| 1890 | 27.792    | [ 19 ] |
| 1900 | 30.416    | [ 19 ] |
| 1910 | 37.635    | [ 19 ] |
| 1925 | 34.105    | [ 19 ] |
| 1939 | 82.632    | [ 19 ] |
| 1950 | 117.534   | [ 19 ] |
| 1960 | 119.200   | [ 19 ] |
| 1970 | 139.600   | [ 20 ] |
| 1980 | 286.400   | [ 21 ] |
| 1990 | 309.876   | [ 22 ] |
| 2000 | 353.313   | [ 22 ] |
| 2010 | 356.123   | [ 22 ] |
| 2015 | 358.079   | [ 22 ] |
| 2020 | 359.471   | [ 22 ] |
| 2023 | 366.229   | [ 23 ] |

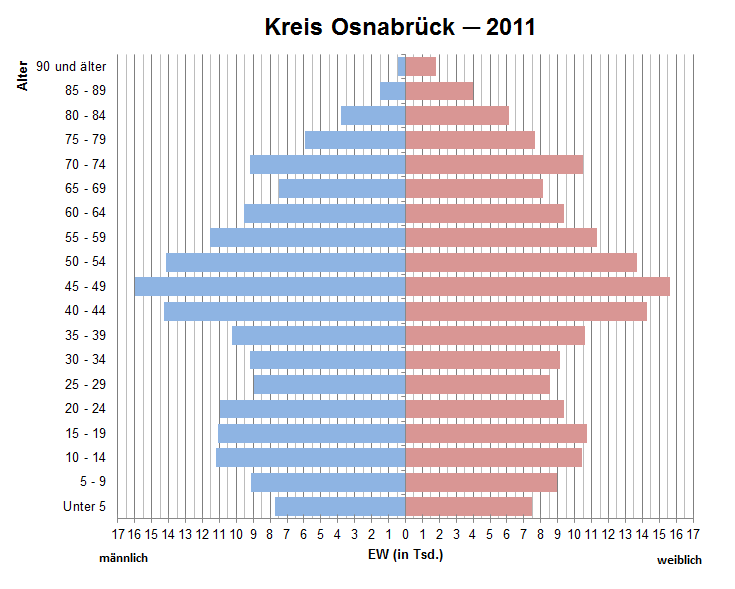
Bevölkerungspyramide für den Landkreis Osnabrück (Datenquelle: Zensus 2011)

Die Bevölkerung des Landkreises Osnabrück ist seit dem Jahr 1990 bis ins Jahr 2023 um 18,2 % (absolut: +56.353) gestiegen. Niedersachsen konnte im Zeitraum von 1990 bis 2023 insgesamt einen Anstieg von 10,5 % verzeichnen. Damit ist die Bevölkerung im Landkreis Osnabrück prozentual fast doppelt so stark gestiegen wie in Niedersachsen.

### Konfessionsstatistik
Der Anteil der Protestanten und Katholiken an der Gesamtbevölkerung sinkt jährlich. Gemäß dem Zensus 2022 waren am 25. Mai 2022 36,2 % der Einwohner katholisch, 31,3 % evangelisch, und 32,5 % waren konfessionslos, gehörten einer anderen Glaubensgemeinschaft an oder machten keine Angabe.

### Religionen
Das Gebiet des Landkreises Osnabrück ist seit der Reformation konfessionell gemischt. Mit dem Westfälischen Frieden wurden die Kirchspiele konfessionell aufgeteilt, ohne jedoch die Vermischung entscheidend zu verändern. Damals wurden im Hochstift Osnabrück, das sich weitgehend mit dem heutigen Landkreis deckt, 25 Kirchspiele als katholisch definiert, 17 Kirchspiele als lutherisch, 7 Kirchspiele als gemischtkonfessionell (katholisch und lutherisch). Die Lutheraner gehören heute zur Evangelisch-Lutherischen Landeskirche Hannovers, die Katholiken zum Bistum Osnabrück. Da das Osnabrücker Land an ehemals reformierte Territorien angrenzte, gibt es seit dem 19. Jahrhundert Reformierte im Landkreis. Die konfessionelle Verteilung hat sich trotz Zuzugs von Heimatvertriebenen nach 1945 nicht grundsätzlich verändert.
Seit den 1950er Jahren kamen Angehörige anderer evangelischer Konfessionen, Orthodoxe und Muslime hinzu. Eine Änderung der konfessionellen Verhältnisse brachte erst die Aufnahme von Spätaussiedlern aus der ehemaligen Sowjetunion in den 1990er Jahren, die etwa in Bersenbrück zu einer Umkehr der Konfessionsverhältnisse führte.

## Politik

### Landräte
Von 1946 bis 1949 war Wilhelm Erpenbeck (Zentrum/CDU) Landrat im Landkreis Osnabrück. Ihm folgten Walter Giesker (CDU) von 1949 bis 1964 und Josef Tegeler (CDU) von 1964 bis 1993.
1993 folgte Manfred Hugo (CDU). Vom 1. Juli 2002 bis zum 31. Oktober 2011 war er hauptamtlicher Landrat und damit sowohl politischer Repräsentant als auch Chef der Verwaltung.
Am 11. September 2011 wurde Michael Lübbersmann (CDU) mit 41,26 % der Stimmen von den Bürgern des Landkreises zum neuen Landrat gewählt. Die Nachfolge von Manfred Hugo trat er am 1. November 2011 an. Zuvor war er seit 2001 hauptamtlicher Bürgermeister der Samtgemeinde Bersenbrück.
Am 16. Juni 2019 wurde Anna Kebschull (Grüne) zur neuen Landrätin des Landkreises Osnabrück gewählt. Der amtierende Landrat Michael Lübbersmann erzielte zwar im ersten Wahlgang am 26. Mai 2019 die meisten Stimmen, konnte sich in der Stichwahl jedoch nicht gegen die Kandidatin der Grünen durchsetzen. Die Nachfolge von Michael Lübbersmann trat Anna Kebschull am 1. November 2019 an.
Landräte
- 1972–1993 Josef Tegeler (CDU)
- 1993–2011 Manfred Hugo (CDU)
- 2011–2019 Michael Lübbersmann (CDU)
- seit 2019 Anna Kebschull (Grüne)

Landräte vor der Kommunalreform 1972
- 1902–1917 Carl von Wangenheim
- 1917–1919 Clemens August Ostman von der Leye
- 1919–1933 Kurt von Detten (Zentrum)
- 1933–1939 Eberhard Westerkamp (NSDAP)
- 1940–1945 Gustav Lemke (NSDAP)
- 1945–1946 Hugo Homann (parteilos), von der britischen Militärregierung eingesetzt
- 1946–1949 Wilhelm Erpenbeck (Zentrum/CDU)
- 1949–1964 Walter Giesker (CDU)
- 1964–1972 Josef Tegeler (CDU)

### Kreistag
Der Kreistag des Landkreises Osnabrück besteht aus 68 Abgeordneten. Dies ist die festgelegte Anzahl für einen Landkreis mit einer Einwohnerzahl zwischen 350.001 und 400.000 Einwohnern. Die Mitglieder werden durch eine Kommunalwahl für jeweils fünf Jahre gewählt. Neben den 68 in der Kreiswahl gewählten Mitgliedern ist außerdem der amtierende Landrat sitz- und stimmberechtigt.
- Linke: 1
- SPD: 19
- Grüne: 11
- FDP: 5
- UWG: 3
- CDW/W: 1
- CDU: 25
- Basis: 1
- AfD: 2

Ergebnisse vergangener Wahlen zeigt folgende Tabelle:
| Parteien und Wählergemeinschaften           | % 2021  | Sitze 2021 | % 2016  | Sitze 2016 | % 2011  | Sitze 2011 | % 2006  | Sitze 2006 | % 2001 | Sitze 2001 | Sitze 1996 | Sitze 1991 |
| Christlich Demokratische Union Deutschlands | 36,46   | 25         | 40,86   | 28         | 43,71   | 30         | 49,50   | 34         | 51,21  | 36         | 35         | 33         |
| Sozialdemokratische Partei Deutschlands     | 28,44   | 19         | 29,48   | 20         | 33,16   | 23         | 34,80   | 24         | 34,86  | 24         | 24         | 25         |
| Bündnis 90/Die Grünen                       | 15,69   | 11         | 10,54   | 7          | 13,97   | 10         | 7,58    | 5          | 6,29   | 4          | 5          | 5          |
| Freie Demokratische Partei                  | 7,23    | 5          | 4,86    | 3          | 3,31    | 2          | 6,03    | 4          | 5,81   | 4          | 2          | 4          |
| Unabhängige Wählergemeinschaft              | 3,80    | 3          | 4,09    | 3          | 3,24    | 2          | 0,88    | 1          | –      | –          | –          | –          |
| Alternative für Deutschland                 | 2,83    | 2          | 5,56    | 4          | –       | –          | –       | –          | –      | –          | –          | –          |
| Die Linke                                   | 1,89    | 1          | 3,23    | 2          | 2,10    | 1          | –       | –          | –      | –          | –          | –          |
| Basisdemokratische Partei                   | 1,40    | 1          | –       | –          | –       | –          | –       | –          | –      | –          | –          | –          |
| Die PARTEI                                  | 0,20    | 0          | –       | –          | –       | –          | –       | –          | –      | –          | –          | –          |
| Bündnis C – Christen für Deutschland        | 0,10    | 0          | –       | –          | –       | –          | –       | –          | –      | –          | –          | –          |
| Freie Wähler                                | 0,10    | 0          | –       | –          | –       | –          | –       | –          | –      | –          | –          | –          |
| Wählergruppen (außer UWG)                   | 2,08    | 1          | 0,91    | 1          | 2,82    | 0          | 1,22    | 0          | 1,79   | 1          | 1          | –          |
| Gesamt                                      | 100     | 68         | 100     | 68         | 100     | 68         | 100     | 68         | 67     | 67         | 67         | 67         |
| Wahlbeteiligung                             | 57,91 % | 57,91 %    | 54,90 % | 54,90 %    | 57,27 % | 57,27 %    | 61,56 % | 61,56 %    | k. A.  | k. A.      | k. A.      | k. A.      |

Der Kreistag ist das oberste Organ des Landkreises. Der Kreisausschuss bereitet die Beschlüsse des Kreistages vor und beschließt Angelegenheiten, die nicht der Kreistag entscheiden muss. Zum Kreisausschuss gehören elf stimmberechtigte und ein beratender Kreistagsabgeordneter, entsprechend ihrer Fraktionsstärke.

### Kreissitz

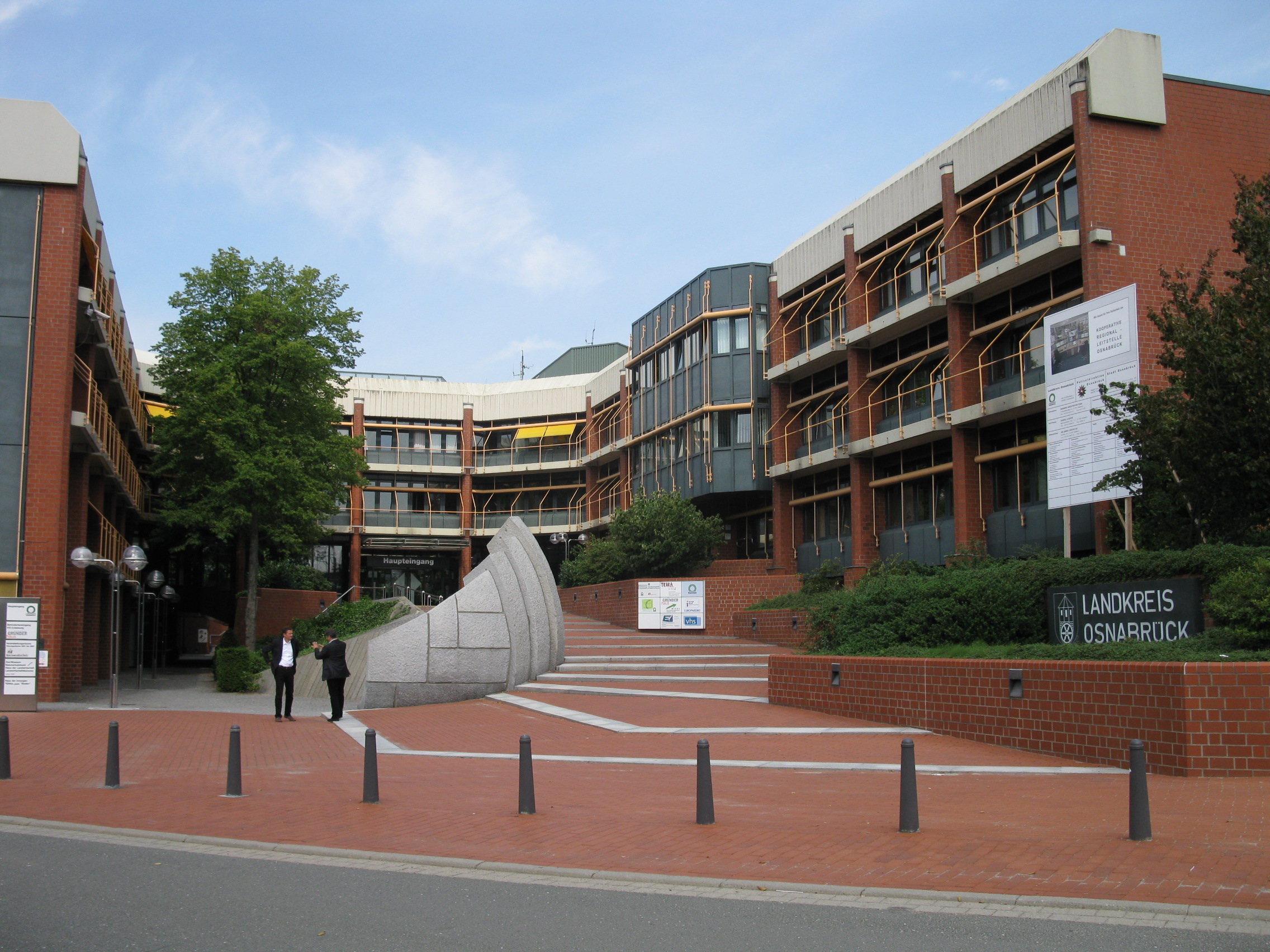
Landkreisamt in Osnabrück

Die Kreisverwaltung des Landkreises Osnabrück hat ihren Sitz in der vom Kreisgebiet weitgehend umschlossenen, aber kreisfreien Stadt Osnabrück und ist damit die einzige Kreisverwaltung in Niedersachsen, die ihren Sitz außerhalb des Kreisgebietes hat. Hintergrund ist, dass die Stadt Osnabrück das historische Zentrum ist (früher als Hauptstadt des Hochstifts Osnabrück und heute als Oberzentrum).

### Kreispartnerschaften
Seit 1999 besteht eine Partnerschaft zum Kreis Olsztyn (Allenstein) im Nordosten Polens. Aus geschichtlicher Verbundenheit und im Hinblick auf den Beitritt Polens in die Europäische Union leistet der Landkreis Osnabrück seinen besonderen Beitrag zur Entwicklung der deutsch-polnischen Freundschaft. In den vergangenen Jahren entstanden enge kommunale Bindungen zu polnischen Kreisen. So unterzeichneten der Landkreis sowie die Gemeinde Bad Essen im Jahr 2007 eine Deklaration über die Zusammenarbeit mit dem Kreis Wałcz (Deutsch Krone); zum Kreis Gryfino (Greifenhagen) bestehen enge Kontakte.

### Landschaftsverband

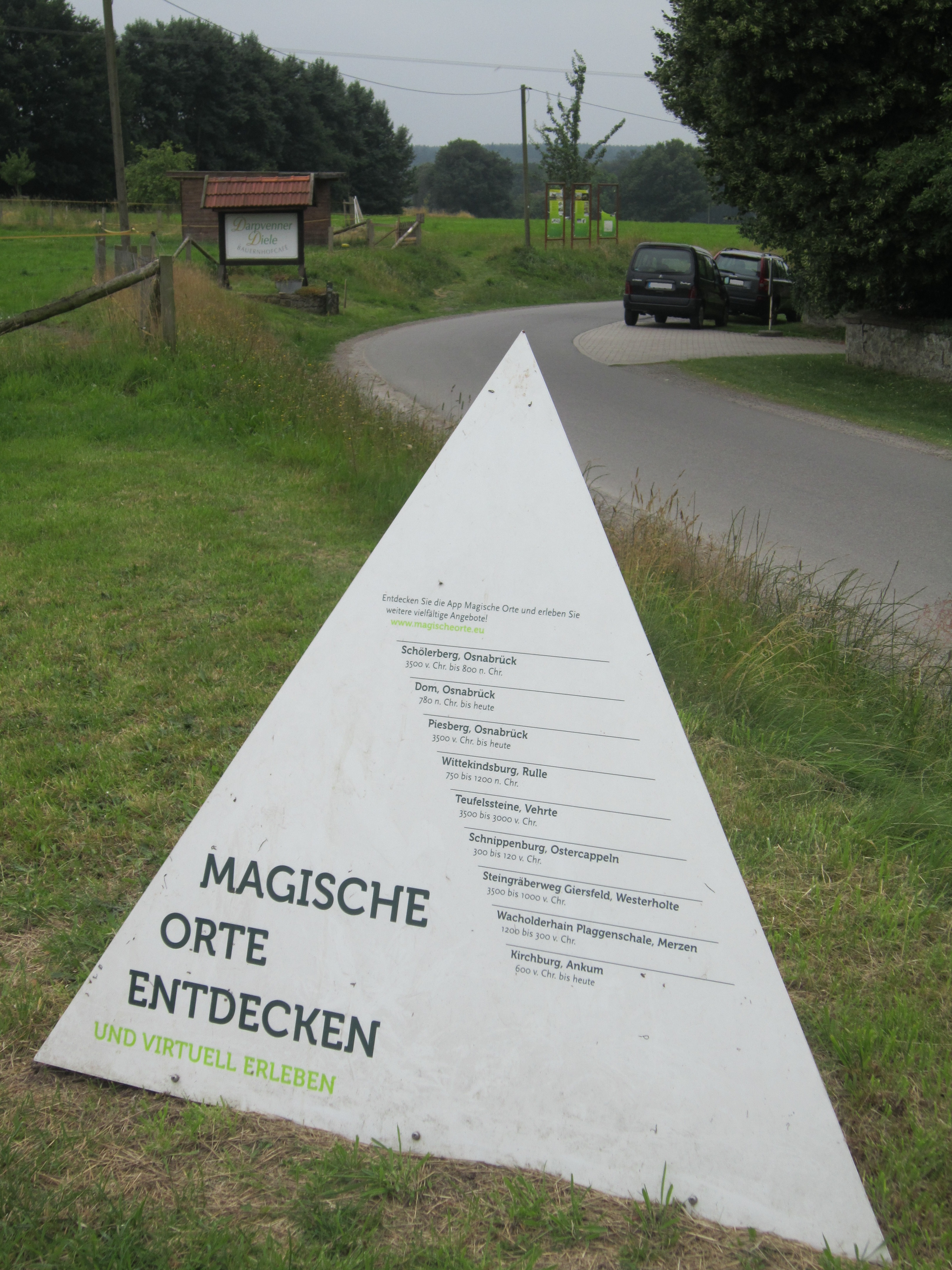
Werbung beim Eisenzeithaus Darpvenne für „Magische Orte“ im Landkreis und in der Stadt Osnabrück

Um kulturelle Belange kümmert sich der Landschaftsverband Osnabrücker Land, ein eingetragener Verein unter Trägerschaft des Landkreises und der kreisfreien Stadt Osnabrück.

### Wappen
Das Wappen des Landkreises Osnabrück zeigt in Gold, auf einem mit Silber unterlegten, sechsspeichigen, schwarzen Rad stehend, einen sechseckigen, roten Turm mit spitzem, blauen Dach.
Das Osnabrücker Rad ist das im Landkreis Osnabrück am häufigsten verwendete Wappenzeichen. Es wurde um das Jahr 1200 von den Bischöfen von Osnabrück eingeführt und steht für den „Wagen Gottes“, den Thronwagen, und damit für die christliche Kirche. Als Symbol für Evangelien und Kirche ist es nach mehrheitlicher Auffassung auf die Vision des Propheten Ezechiel im Alten Testament zurückzuführen. Das Rad des Bistums Osnabrück ist rot auf Silbergrund.
Der Turm ist der Bergfried der Iburg, die vom Osnabrücker Bischof Benno im 11. Jahrhundert zur Residenz ausgebaut wurde. Dieser Turm wird daher auch „Bennoturm“ genannt, was historisch indes nicht korrekt ist, da er erst unter Konrad IV. von Rietberg, Bischof von 1482 bis 1508, erbaut wurde. Das von den Bischöfen ursprünglich in Rot verwendete Rad erscheint auf dem Landkreiswappen wie bei der Stadt Osnabrück in Schwarz.
Der Landkreis führt das Wappen seit 1947. Der Kreistag nahm es zu einem Zeitpunkt an, als es noch keine staatliche Stelle gab, die ein Wappen verleihen oder genehmigen konnte.

## Berufliche Bildung
Der Landkreis Osnabrück ist Träger von vier Berufsschulen:
- Berufsbildende Schulen des Landkreises Osnabrück, Haste in Osnabrück-Haste
- Berufsbildende Schulen des Landkreises Osnabrück, Brinkstraße in Osnabrück
- Berufsbildende Schulen Melle in Melle
- Berufsbildende Schulen Bersenbrück in Bersenbrück

## Wirtschaft, Beschäftigung und Verkehr
Im Zukunftsatlas 2016 belegte der Landkreis Osnabrück Platz 170 von 402 Landkreisen, Kommunalverbänden und kreisfreien Städten in Deutschland und zählt damit zu den Regionen mit „ausgeglichenem Chancen-Risiko-Mix“ für die Zukunft.

### Wirtschaft und Beschäftigung

#### Beschäftigte
Der Landkreis Osnabrück verzeichnet 131.082 sozialversicherungspflichtige Beschäftigte (Stand: 30. Juni 2023).
| Wirtschaftsabteilungen                                                   | Anzahl der Beschäftigten |
| ------------------------------------------------------------------------ | ------------------------ |
| Einzelhandel                                                             | 11.025                   |
| Gesundheitswesen                                                         | 10.501                   |
| Herstellung von Nahrungs- und Futtermittel                               | 8.618                    |
| vorbereitende Baustellarbeiten, Bauinstallation und sonst. Ausbaugewerbe | 7.059                    |
| Großhandel (ohne Handel von Kraftfahrzeugen)                             | 6.666                    |
| Maschinenbau                                                             | 6.149                    |
| Heime (ohne Erholungs- und Ferienheime)                                  | 5.655                    |
| Sozialwesen (ohne Heime)                                                 | 4.493                    |
| Herstellung von Metallerzeugnissen                                       | 4.477                    |
| Gebäudebetreuung, Garten- und Landschaftsbau                             | 4.164                    |

Die Beschäftigtenentwicklung zeigt auf, dass der Landkreis Osnabrück seit 2012 ein Zuwachs von 22,9 % zu verzeichnen hat und somit im niedersächsischen Vergleich (+20,4 %) einen höheren Beschäftigungszuwachs verzeichnet.

#### Arbeitslosenquote
Die Arbeitslosenquote im Landkreis Osnabrück liegt bei 3,4 % (Stand 2023). Sie ist seit dem Jahr 2014 von ca. 4 % auf 3,4 % gefallen. Die Arbeitslosenquote in Deutschland hat sich seit 2014 von knapp 7 % nach 5,7 % entwickelt. In Niedersachsen liegt diese ebenso bei 5,7 %. Sowohl die Arbeitslosenquote in Niedersachsen als auch in Deutschland ist mit 5,7 % (Stand: 2023) deutlich höher, genau um 67,64 % höher, als im Landkreis Osnabrück.

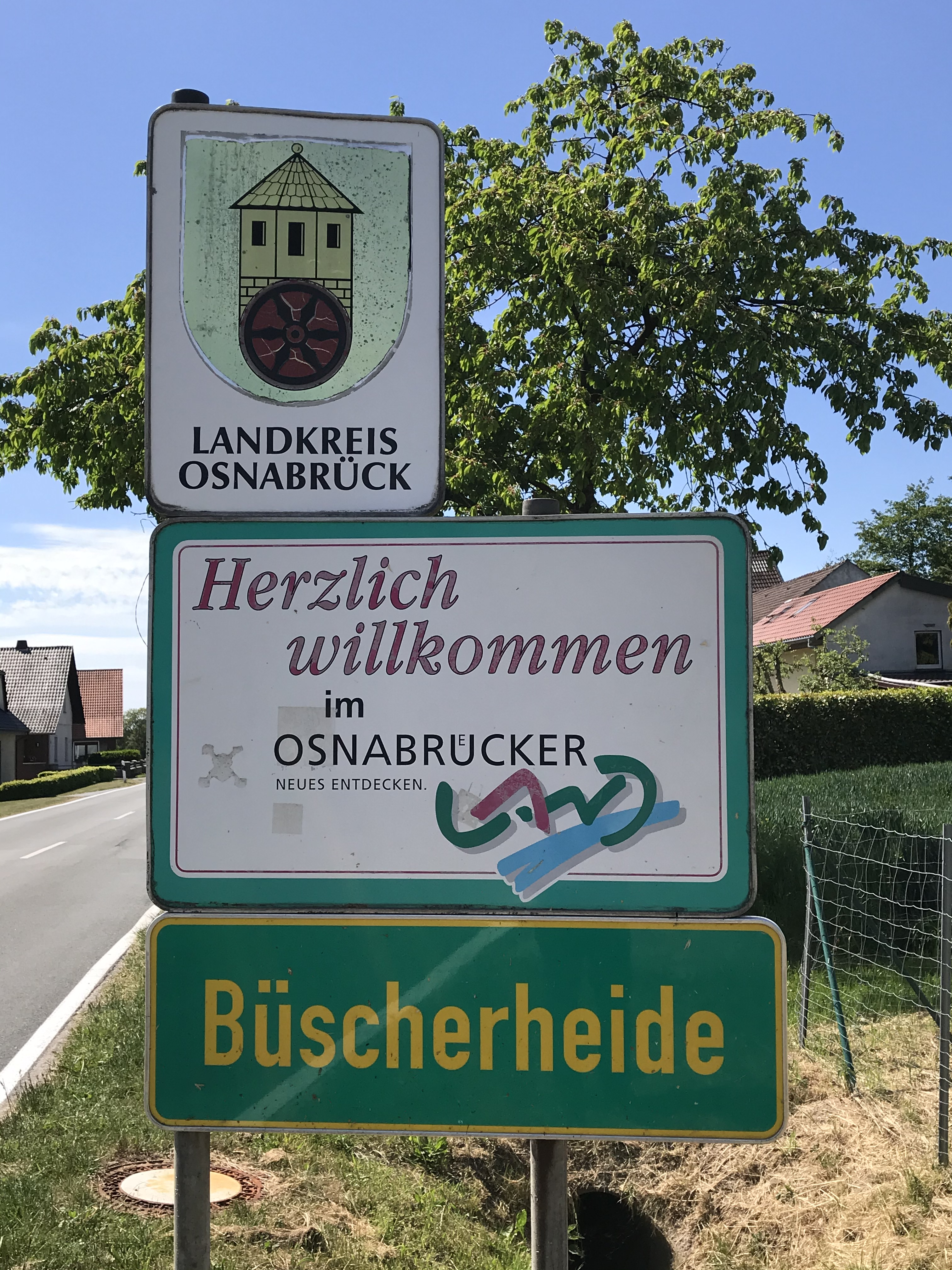
Beschilderung an der Landkreisgrenze in Bad Essen (Ortsteil Büscherheide)

### Straßenverkehr
Bundesautobahnen:
- A 1 von Puttgarden über Hamburg, Bremen, Köln nach Saarbrücken
- A 30 von Bad Bentheim nach Bad Oeynhausen mit Anschluss an die A 2 nach Berlin
- A 33 von Osnabrück über Bielefeld und Paderborn zur A 44

Bundesstraßen:
- B 51 Saarbrücken–Bremen
- B 65 Osnabrück–Hannover
- B 68 Osnabrück–Cloppenburg
- B 214 Lingen–Braunschweig
- B 218 Fürstenau–Bohmte
- B 402 Emmen (NL)–Fürstenau

Die Gemeinde Bohmte erlangte durch Umsetzung des Shared-Space-Konzeptes überregionale Bekanntheit fälschlich als „erste deutsche Stadt ohne Verkehrszeichen“. Real ist ein Straßenzug entsprechend umgestaltet.

### Schienenverkehr
Die Hannoversche Westbahn erreichte Osnabrück 1855, ihre Verlängerung nach Rheine folgte 1856. Die Köln-Mindener Eisenbahn-Gesellschaft verband Osnabrück 1871 über die Rollbahn mit Bremen und 1873 mit Münster. Damit war die Stadt ein bedeutender Bahnknotenpunkt geworden.
Eine weitere Verbindung nach Norden eröffnete die Oldenburgische Staatsbahn 1876 mit der Strecke nach Oldenburg, von der in Hesepe eine Strecke nach Delmenhorst über Vechta abzweigt. Die Stadt Fürstenau im Nordwesten des Kreises wurde 1879 von der Rheinischen Eisenbahn-Gesellschaft mit der Bahnstrecke Rheine–Quakenbrück an das Eisenbahnnetz angeschlossen. Das Staatsbahnnetz wurde 1886 durch die Preußische Staatsbahn mit der Bahnstrecke Osnabrück–Bielefeld („Haller Willem“) vollendet. Bereits 1865–1870 entstand die Bahnstrecke Georgsmarienhütte–Hasbergen, die besonders für den Güterverkehr Bedeutung hatte.
Außerdem eröffnete die Wittlager Kreisbahn 1900 eine Nebenbahn Holzhausen-Heddinghausen–Bad Essen–Bohmte mit Anschluss an die Hauptbahn Osnabrück–Bremen. Ihr folgte 1914 eine Strecke von Bohmte nach Damme. Von Ibbenbüren nach Gütersloh über Bad Iburg und Bad Laer am Südrand des Teutoburger Waldes verkehrte seit 1900/01 die Teutoburger Wald-Eisenbahn (TWE). Der Norden des Kreises wurde ab 1904 durch die Kleinbahn Lingen–Berge–Quakenbrück (Spurweite 750 mm) erschlossen. Durch die Ankum-Bersenbrücker Eisenbahn erhielt die Gemeinde Ankum im Jahre 1915 eine Schienenverbindung zur Hauptbahn.
Die kreiseigene Verkehrsgesellschaft Landkreis Osnabrück (VLO) betreibt heute den Güterverkehr auf der Strecke der ehemaligen Wittlager Kreisbahn. Ihr gehört außerdem der niedersächsische Teil der Bahnstrecke „Haller Willem“. Die Bahnstrecke Georgsmarienhütte–Hasbergen dient ebenfalls nur noch dem Güterverkehr und wird von der Georgsmarienhütte Eisenbahn- und Transport GmbH betrieben.
Das Eisenbahnnetz erreichte einen maximalen Umfang von mehr als 300 km. Davon wurde der Personenverkehr auf 121 km stillgelegt:
- 1952: Kleinbahn Lingen–Berge–Quakenbrück (29 km)
- 1962: Wittlager Kreisbahn Damme–Hunteburg (6 km) und Ankum–Bersenbrücker Eisenbahn (5 km)
- 1966: Wittlager Kreisbahn Hunteburg–Bohmte–Preußisch Oldendorf (24 km)
- 1968: TWE Ibbenbüren–Gütersloh (15 km)
- 1969: Bahnstrecke Quakenbrück–Rheine (34 km)
- 1978: Hasbergen–Georgsmarienhütte–Oesede (8 km)
- 1984: „Haller Willem“ Osnabrück–Dissen–Bad Rothenfelde (Reaktiviert 2005).

Heute werden im Personennahverkehr folgende Eisenbahnstrecken bedient:
- Bahnstrecke Löhne–Rheine: Linien RE 60 (Rheine – Braunschweig) und RB 61 (Hengelo (NL) – Bielefeld) sowie im Fernverkehr Amsterdam–Bad Bentheim–Osnabrück Hbf–Hannover–Berlin (KBS 375[29])
- Bahnstrecke Wanne-Eickel–Hamburg: Linien RB 66 (Münster – Osnabrück) und RE 9 (Osnabrück – Bremerhaven); Fernverkehr Köln–Osnabrück Hbf–Bremen–Hamburg (KBS 385[30])
- Bahnstrecke Oldenburg–Osnabrück (KBS 392[31]): Linie RE 18 (Osnabrück – Wilhelmshaven)
- Bahnstrecke Delmenhorst–Osnabrück über Vechta (KBS 394[32]): Linie RB 58 (Osnabrück – Bremen)
- Bahnstrecke Osnabrück–Bielefeld „Haller Willem“ (KBS 402[33]): Linie RB 75 (Osnabrück – Bielefeld)

Betreiber im Nahverkehr sind DB Regio Nord, NordWestBahn, Westfalenbahn und Eurobahn.

### Busverkehr
Als Aufgabenträger für den ÖPNV im Landkreis fungiert die PlaNOs Planungsgesellschaft Nahverkehr Osnabrück. Diese ist eine gemeinsame Tochtergesellschaft der Stadtwerke Osnabrück und des Landkreises. Sie erstellt die Nahverkehrspläne für den Landkreis.
Der Busverkehr im Landkreis wird von folgenden Unternehmen betrieben:
- Stadtwerke Osnabrück, (Stadtverkehr in Osnabrück)
- Weser-Ems Busverkehr (WEB), (Buslinien im gesamten Landkreis)
- Verkehrsgesellschaft Landkreis Osnabrück (VLO), (Busverkehr im nordöstlichen Landkreis)
- Schrage Reisen GmbH, (u. a. Stadtbus Melle)
- Ankum-Bersenbrücker Eisenbahn (ABE), (Busverkehr im nordwestlichen Landkreis)
- Regionalverkehr Münsterland GmbH (RVM), (Buslinien nach Nordrhein-Westfalen)
- Beckermann GmbH & CO. KG (u. a. Stadtbus Bramsche)
- diverse andere Unternehmen

Es gilt der Gemeinschaftstarif der Verkehrsgemeinschaft Osnabrück.

### Luftverkehr
Der nächste internationale Flughafen ist der Flughafen Münster/Osnabrück bei Greven.
Es gibt folgende Flugplätze im Landkreis:
- Flugplatz Achmer (Sonderlandeplatz)
- Flugplatz Bohmte-Bad Essen (Sonderlandeplatz)
- Flugplatz Melle-Grönegau (Sonderlandeplatz)
- Flugplatz Osnabrück-Atterheide (Verkehrslandeplatz)

### Wasserverkehr
- Mittellandkanalhafen Bohmte-Leckermühle
- Mittellandkanalhäfen Bramsche
- Mittellandkanalhäfen Bad Essen

## Gemeinden
Der Landkreis Osnabrück gliedert sich in 34 Gemeinden, von denen acht Stadtrechte haben.
Die nicht zum Kreisgebiet gehörende kreisfreie Stadt Osnabrück ist der Sitz der Kreisverwaltung.
In Klammern die Einwohnerzahl am 31. Dezember 2024.
Einheitsgemeinden
| 1. Bad Essen (16.265) 2. Bad Iburg, Stadt (10.652) 3. Bad Laer (8895) 4. Bad Rothenfelde (8385) 5. Belm (13.905) 6. Bissendorf (14.614) 7. Bohmte (13.083) 8. Bramsche, Stadt, selbstständige Gemeinde (28.220) 9. Dissen am Teutoburger Wald, Stadt (10.423) | 1. Georgsmarienhütte, Stadt, selbstständige Gemeinde (31.244) 2. Glandorf (6483) 3. Hagen am Teutoburger Wald (13.275) 4. Hasbergen (10.874) 5. Hilter am Teutoburger Wald (10.067) 6. Melle, Stadt, selbstständige Gemeinde (46.436) 7. Ostercappeln (9734) 8. Wallenhorst, selbstständige Gemeinde (22.614) |

Samtgemeinden mit ihren Mitgliedsgemeinden
* Sitz der Samtgemeindeverwaltung
| - 1. Samtgemeinde Artland, selbstständige Gemeinde (23.549) 1. Badbergen (4297) 2. Menslage (2318) 3. Nortrup (2927) 4. Quakenbrück, Stadt * (14.007) - 2. Samtgemeinde Bersenbrück, selbstständige Gemeinde (30.185) 1. Alfhausen (4168) 2. Ankum (8085) 3. Bersenbrück, Stadt * (8221) 4. Eggermühlen (1820) 5. Gehrde (2527) 6. Kettenkamp (1765) 7. Rieste (3599) | - 3. Samtgemeinde Fürstenau (15.817) 1. Berge (3436) 2. Bippen (2938) 3. Fürstenau, Stadt * (9443) - 4. Samtgemeinde Neuenkirchen (10.101) 1. Merzen (3691) 2. Neuenkirchen * (4640) 3. Voltlage (1770) |

## Gemeinden im Altkreis Osnabrück
Zum 1885 gebildeten Landkreis Osnabrück gehörten die Gemeinden Astrup, Atter, Belm, Bissendorf, Cronsundern, Darum, Ellerbeck, Gaste, Georgsmarienhütte, Grambergen, Gretesch, Haltern, Harderberg, Hasbergen, Haste, Hellern, Himbergen, Hollage, Holsten-Mündrup, Holte-Sünsbeck, Holzhausen, Hörne, Icker, Jeggen, Krevinghausen, Lechtingen, Linne, Lüstringen, Malbergen, Nahne, Natbergen, Nemden, Ohrbeck, Powe, Pye, Rulle, Schelenburg, Schinkel (bis 1914), Schledehausen, Bauerschaft Stockum, Gut Stockum, Uphausen-Eistrup, Vehrte, Voxtrup, Wallenhorst, Wellingen, Wersche, Wissingen und Wulften.
Zu diesen Gemeinden kamen 1932 die 40 Gemeinden des aufgelösten Landkreises Iburg hinzu. Nach mehreren Eingemeindungen in den 1930er und 1940er Jahren umfasste der Landkreis Osnabrück am Anfang der 1960er Jahre 79 Gemeinden (Einwohner am 6. Juni 1961):
| 1. Allendorf (254) 2. Altenhagen (1.325) 3. Aschen (864) 4. Aschendorf (843) 5. Astrup (164) 6. Atter (2.003) 7. Averfehrden (846) 8. Bad Rothenfelde (2.713) 9. Belm (1.713) 10. Bissendorf (1.278) 11. Borgloh-Wellendorf (1.978) 12. Darum (429) 13. Dissen (4.355) 14. Ebbendorf (976) 15. Ellerbeck (428) 16. Eppendorf (400) 17. Erpen (1.547) 18. Gaste (1.177) 19. Gellenbeck (1.421) 20. Georgsmarienhütte (6.638) 21. Glandorf (2.097) 22. Glane-Visbeck (1.361) 23. Grambergen (292) 24. Gretesch (1.580) 25. Hagen am Teutoburger Wald (2.593) 26. Haltern (680) 27. Hankenberge (713) | 1. Hardensetten (660) 2. Harderberg (1.744) 3. Hasbergen (3.148) 4. Hellern (3.636) 5. Hilter am Teutoburger Wald (2.845) 6. Himbergen (154) 7. Hollage (3.280) 8. Holsten-Mündrup (726) 9. Holte-Sünsbeck (621) 10. Holzhausen (5.643) 11. Iburg (3.247) 12. Icker (599) 13. Jeggen (1.094) 14. Kloster Oesede (4.045) 15. Krevinghausen (268) 16. Laer (1.631) 17. Lechtingen (1.624) 18. Linne (257) 19. Lüstringen (2.803) 20. Mentrup (1.651) 21. Müschen (816) 22. Nahne (2.170) 23. Natbergen (996) 24. Natrup-Hagen (1.589) 25. Nemden (483) 26. Nolle (622) 27. Oesede (8.177) | 1. Ohrbeck (1.517) 2. Ostenfelde (974) 3. Powe (1.701) 4. Pye (1.566) 5. Remsede (749) 6. Rulle (2.989) 7. Schelenburg (148) 8. Schierloh (272) 9. Schledehausen (1.454) 10. Schwege (808) 11. Sentrup (487) 12. Strang (845) 13. Sudendorf (525) 14. Sudenfeld (348) 15. Uphausen-Eistrup (468) 16. Uphöfen (277) 17. Vehrte (1.660) 18. Voxtrup (4.112) 19. Wallenhorst (1.807) 20. Wersche (383) 21. Westendorf (296) 22. Westerwiede (495) 23. Winkelsetten (298) 24. Wissingen (1.056) 25. Wulften (353) |

Im Rahmen der Gebietsreform wurden 1970 und 1971 die neuen Gemeinden Borgloh, Glane, Holte, Niedermark und Waldmark gebildet, die allerdings alle bereits am 1. Juli 1972 wieder in andere Gemeinden eingegliedert wurden.

## Kultur

### Museen
Museen im Landkreis Osnabrück:
- Badbergen: Pferdezuchtmuseum Artland
- Bad Essen: Federkernmuseum
- Bad Iburg: Schlossmuseum Iburg, Uhrenmuseum Bad Iburg
- Bersenbrück: Museum im Kloster
- Bramsche: Museum und Park Kalkriese, Tuchmacher Museum Bramsche
- Bohmte: Igelmuseum
- Dissen: Zigarrenladen Wortmann
- Georgsmarienhütte: Museum Villa Stahmer
- Hasbergen: Gedenkstätte Augustaschacht, Geozentrum Hüggel
- Melle: Automuseum Melle, Traktorenmuseum Melle-Buer/Meesdorf, Grönegau-Museum Melle
- Ostercappeln: Museum Schnippenburg
- Ostercappeln-Venne: Waffelmuseum[37], Eisenzeithaus Darpvenne
- Quakenbrück: Stadtmuseum Quakenbrück

### Sport
2021 bewarb sich der Kreis als Host Town für die Gestaltung eines viertägigen Programms für eine internationale Delegation der Special Olympics World Summer Games 2023 in Berlin. 2022 wurde er als Gastgeber für Special Olympics Turkmenistan ausgewählt. Damit wurde er Teil des größten kommunalen Inklusionsprojekts in der Geschichte der Bundesrepublik mit mehr als 200 Host Towns.

## Kfz-Kennzeichen
Am 1. Juli 1956 wurde dem Landkreis bei der Einführung der bis heute gültigen Kfz-Kennzeichen das Unterscheidungszeichen OS zugewiesen. Es wird durchgängig bis heute ausgegeben.
Bis in die 1990er Jahre erhielten Fahrzeuge aus den Altkreisen besondere Erkennungsnummern:
| Gebiet               | Buchstaben | Zahlen      |
| -------------------- | ---------- | ----------- |
| Altkreis Osnabrück   | AA bis JZ  | 100 bis 999 |
| Altkreis Bersenbrück | KA bis RZ  | 100 bis 999 |
| Altkreis Melle       | SC bis VZ  | 100 bis 999 |
| Altkreis Wittlage    | WA bis ZZ  | 100 bis 999 |

Seit dem 11. Juni 2018 sind in Zusammenhang mit der Kennzeichenliberalisierung die Unterscheidungszeichen BSB (Altkreis Bersenbrück), MEL (Altkreis Melle) und WTL (Altkreis Wittlage) wieder erhältlich.